# Цівківці
Цівкі́вці — село в Україні, у Новоушицькій селищній територіальній громаді Кам'янець-Подільського району Хмельницької області.

## Географія
Село розташоване на річці Калюс, лівій притоці Дністра. На півночі межує з селом Карачіївці Хмельницького району, на заході від села розташований Новий Глібів, на південь простягається Браїлівка. У центрі села розташований об'єкт природно-заповідного фонду — Цівковецький парк.

## Символіка

### Герб
Щит горизонтально поділений на дві частини. У центрі верхньої частини зображений соняшник з двома листочками жовтого кольору на зеленому тлі — ознака землеробства та достатку. У нижній частині три зелених дубових листочки на золотистому тлі. Це символ могутності й достатку, а також тому, що на прилеглій до села території є велика кількість лісів.

### Прапор
Прямокутне полотнище складається з двох частин. Верхня половина прапора зеленого кольору, нижня — жовтого. Зелений символізує велику кількість лісів, жовтий — ознака землеробства й достатку.

## Історія

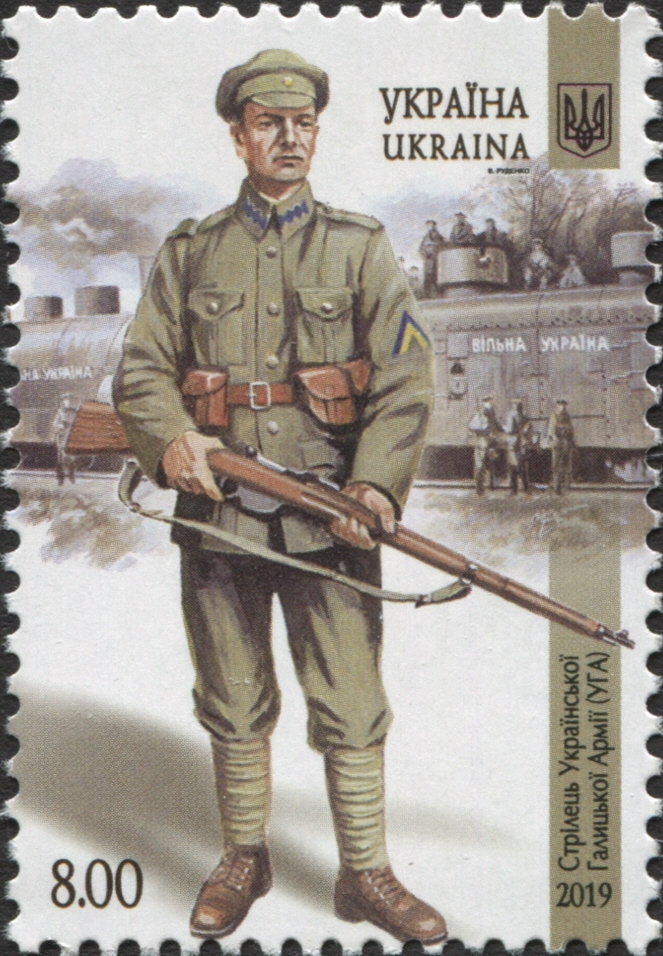
Поштова марка, зображено стрільця УГА

Перша згадка про село Чолковці на річці Калюс походить з 1473 року.
Перші згадки про село йдуть корінням у кінець 15 ст. За переказами колись воно навіть було містом і звалось Савків чи Савківці. Подібне поселення «Савинці» було в Гайсинському повіті. А в ньому жив полковник надвірного вйська магнатів Потоцьких Сава Чалий. В 1717—1768 роках Подільський край був охоплений гайдамацьким рухом. В 30-40 роках 18 століття в цьому русі брав участь Сава Чалий. В 1741 році гайдамаки загону Гната Голого стратили його в цьому селі за те, що перейшов на сторону польського уряду, а мешканці села, налякані цією подією, переселилися в інше місце, зберігши попередню назву свого поселення: Сава — Савківці, Чалий — Чолківці, і, зрозуміло, пам'ять про свого полковника. Частини цього села також носять різну назву: Лящівка, Вергелесівка, Кутянщина. Саме село колись називали Чолковці, потім — Цівківці.
Біля села було урочище Костяниха, де виорювали цеглини, черепки, куски скла й заліза. У селі дерев'яна триверха церква Різдва Пресвятої Богородиці, збудована у 1747 р.
Внаслідок поразки визвольних змагань на початку XX століття, село надовго окуповане російсько-більшовицькими загарбниками.
Радянська окупація принесла колективізацію та розкуркулення, мешканці села зазнали репресій. Багатьох частинах Поділля відбувались масові селянські повстання, проти радянської влади.
З 1991 року в складі незалежної України.
До адміністративної реформи 19 липня 2020 року село належало до Новоушицького району.

## Населення
Населення села становить 351 особа (зі 170 дворів).

### Мова
У селі поширені західноподільська говірка та південноподільська говірка, що відносяться до подільського говору, який належить до південно-західного наріччя.
Розподіл населення за рідною мовою за даними перепису 2001 року:
| Мова       | Кількість | Відсоток |
| ---------- | --------- | -------- |
| українська | 379       | 97.93%   |
| російська  | 8         | 2.07%    |
| Усього     | 387       | 100%     |

## Відомі люди
- Торчинський Михайло Миколайович — доктор філологічних наук, професор, завідувач кафедри Української філології Хмельницького національного університету, автор багатьох праць з ономастики.

## Галерея

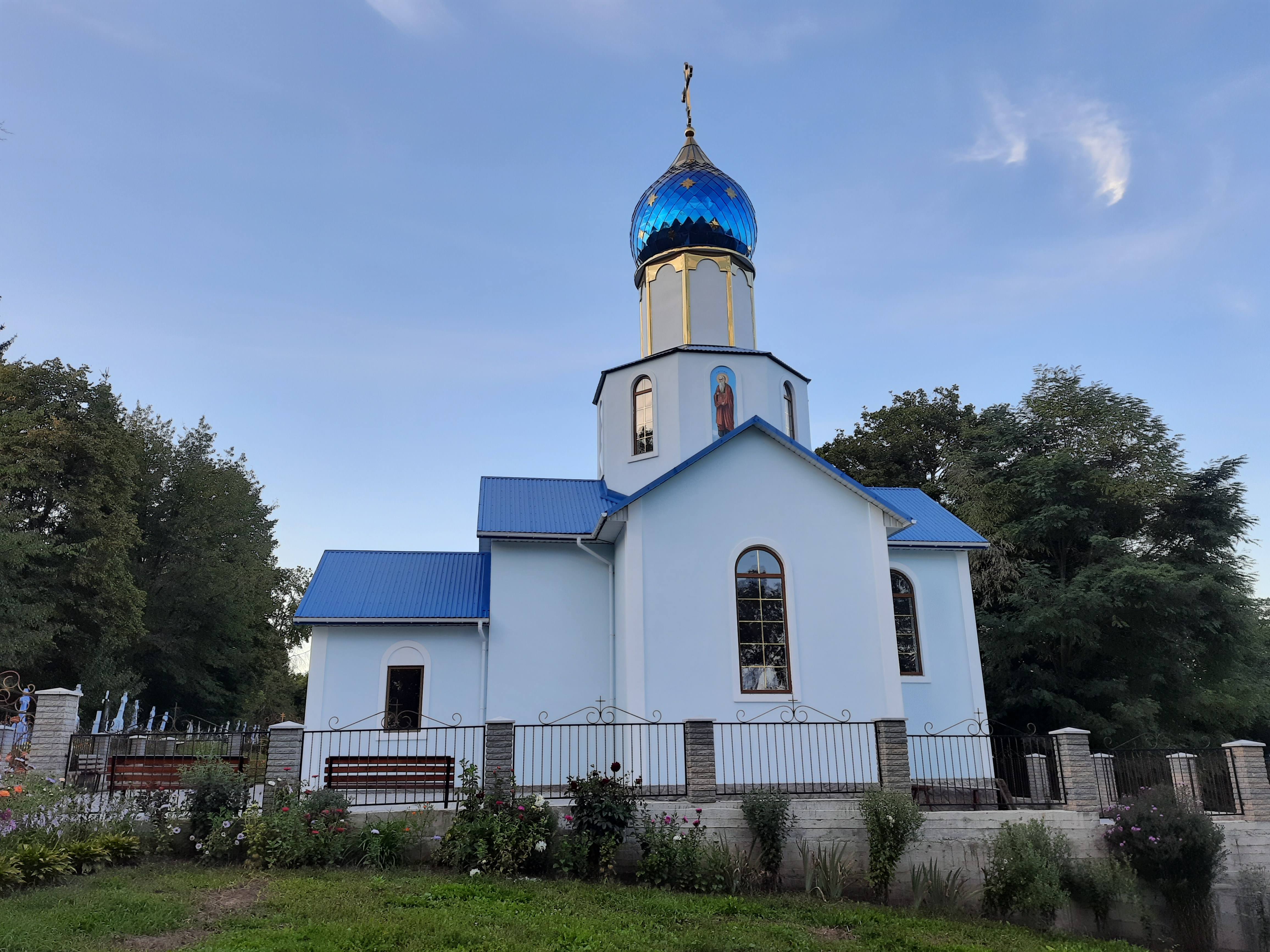
Церква Різдва Пресвятої Богородиці
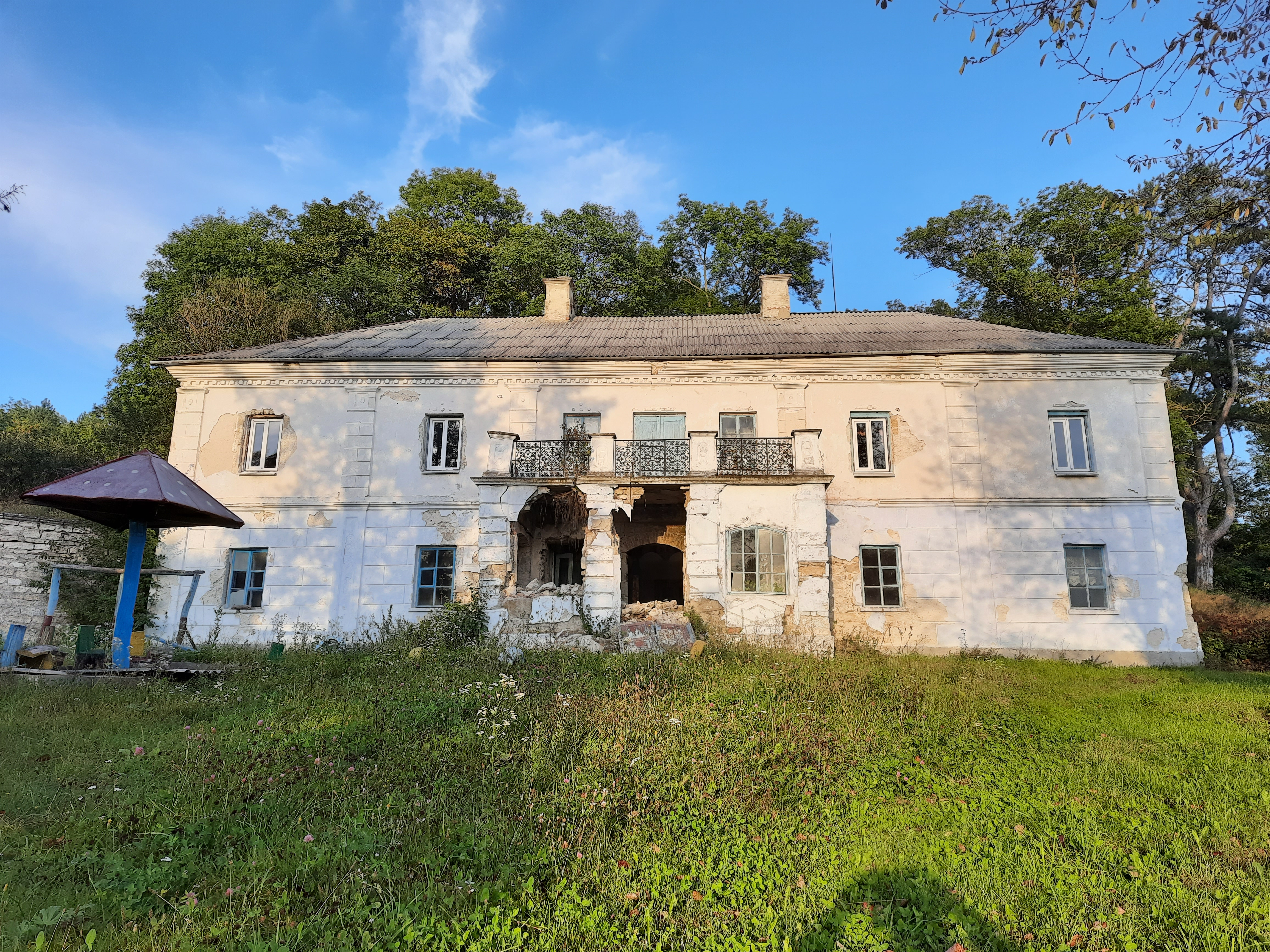
Садибний будинок
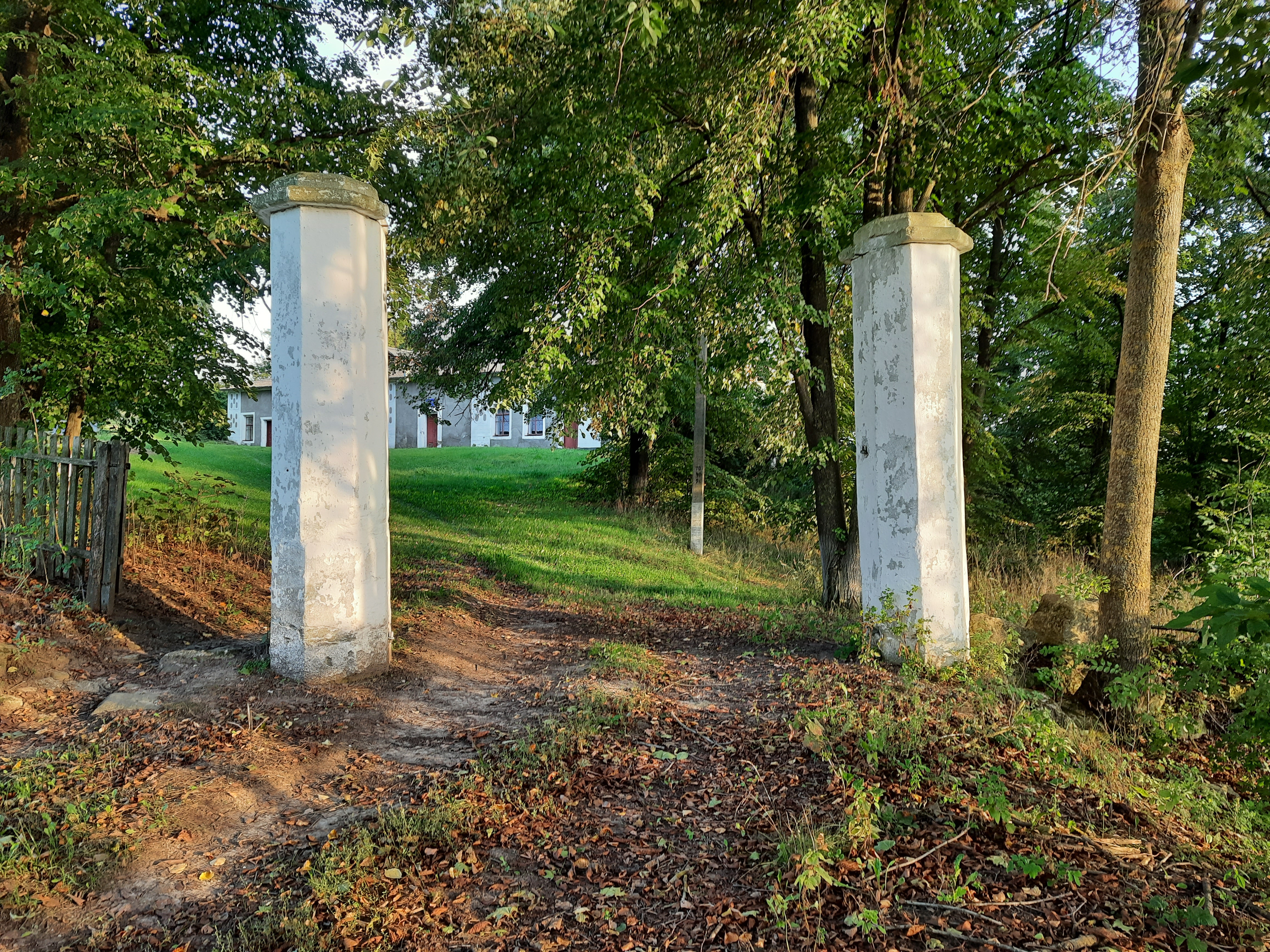
Комплекс споруд садиби
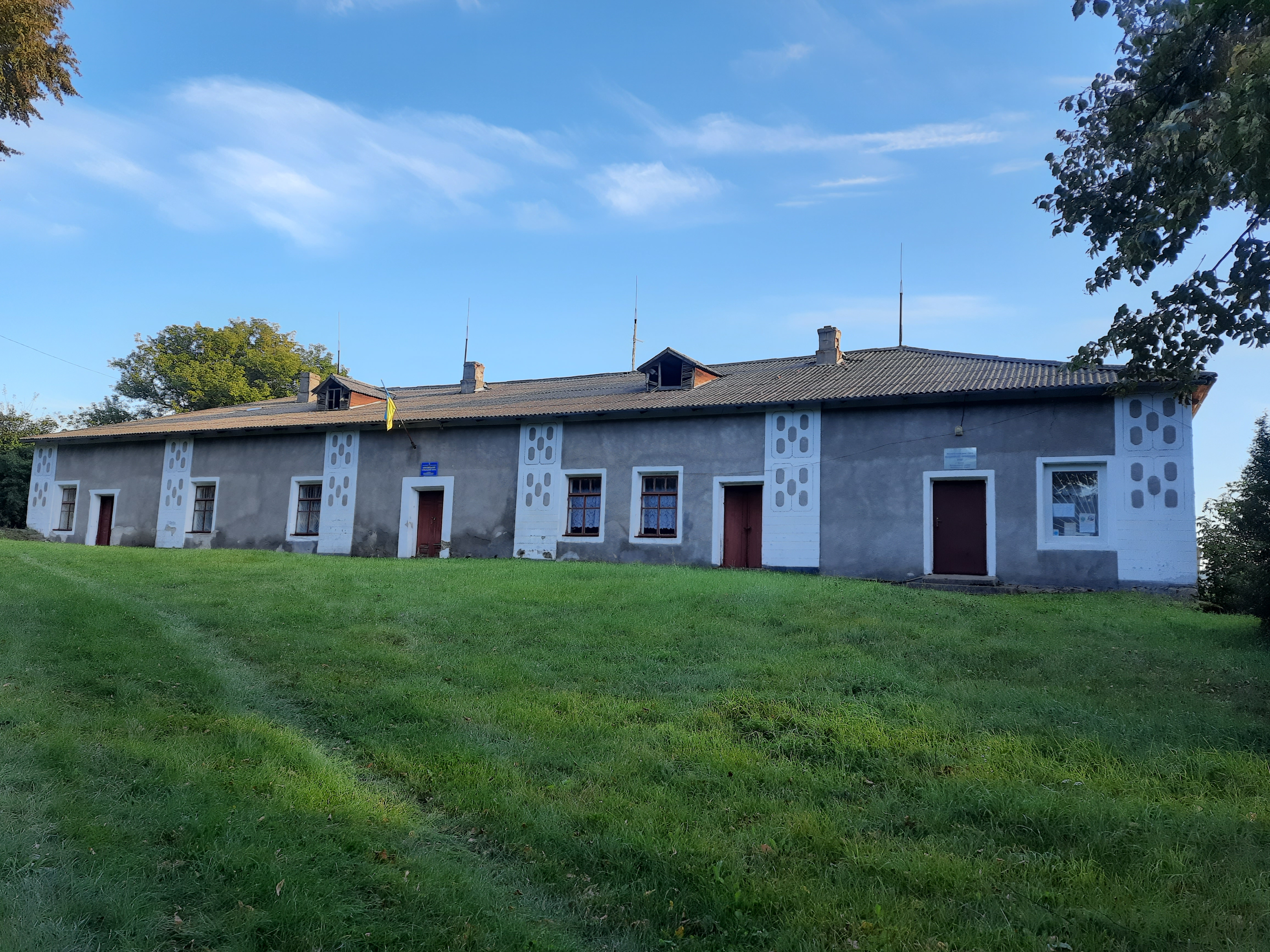
Клуб
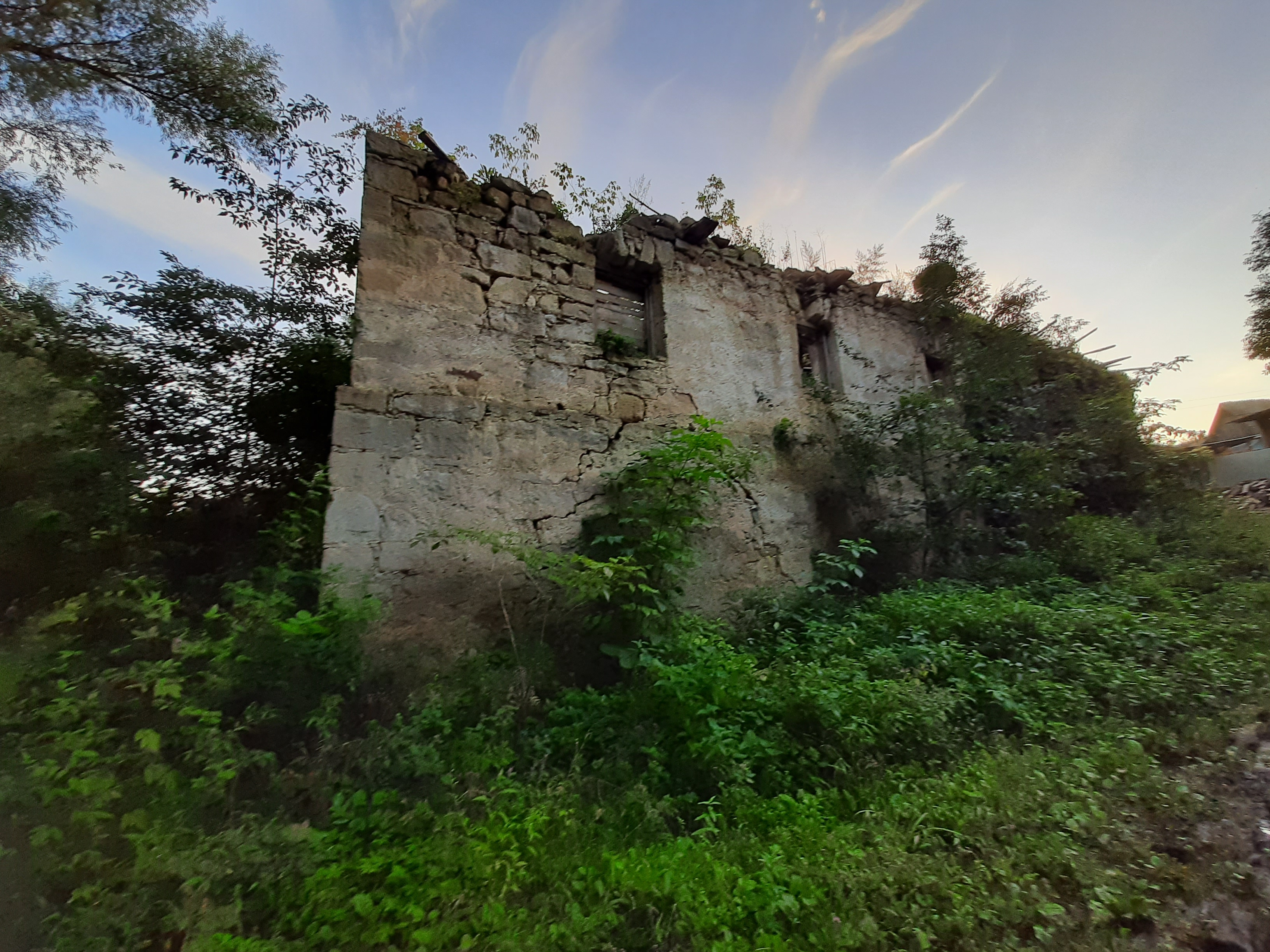
Руїни старого млина